# Bruant striolé
Emberiza striolata
Espèce
Statut de conservation UICN

 LC  : Préoccupation mineure
Le Bruant striolé (Emberiza striolata) est une espèce de passereaux appartenant à la famille des Emberizidae.

## Description
Tête, cou et poitrine gris, parties inférieures roussâtres, ailes roux vif et absence de blanc aux rectrices externes, ce qui distingue aisément Emberiza striolata des autres bruants. La race occidentale présente les parotiques mouchetées de noirâtre. La race orientale est un peu plus pâle avec des stries sombres plus marquées sur le manteau et une teinte nettement plus claire sur les parties inférieures, les mâles ont des motifs plus marqués sur la tête, avec un contraste plus évident entre les zones claires et les zones sombres. La femelle est peu différente mais globalement plus terne, avec la tête et la poitrine d'un gris plus brun, la face porte des motifs moins évidents que ceux du mâle et la poitrine est recouverte de fines stries. Les juvéniles ressemblent à la femelle adulte, peu ou pas de stries sombres à la tête, au cou et à la poitrine, bec gris-corne uniforme et sans jaune à la mandibule inférieure. Le chant est une brève série de notes montantes et descendantes.

## Écologie et comportement

### Distribution
Cette espèce se rencontre de l'Inde au Tchad. 

### Habitat
Au Moyen-Orient, c'est plutôt un oiseau des oueds arides.

### Reproduction

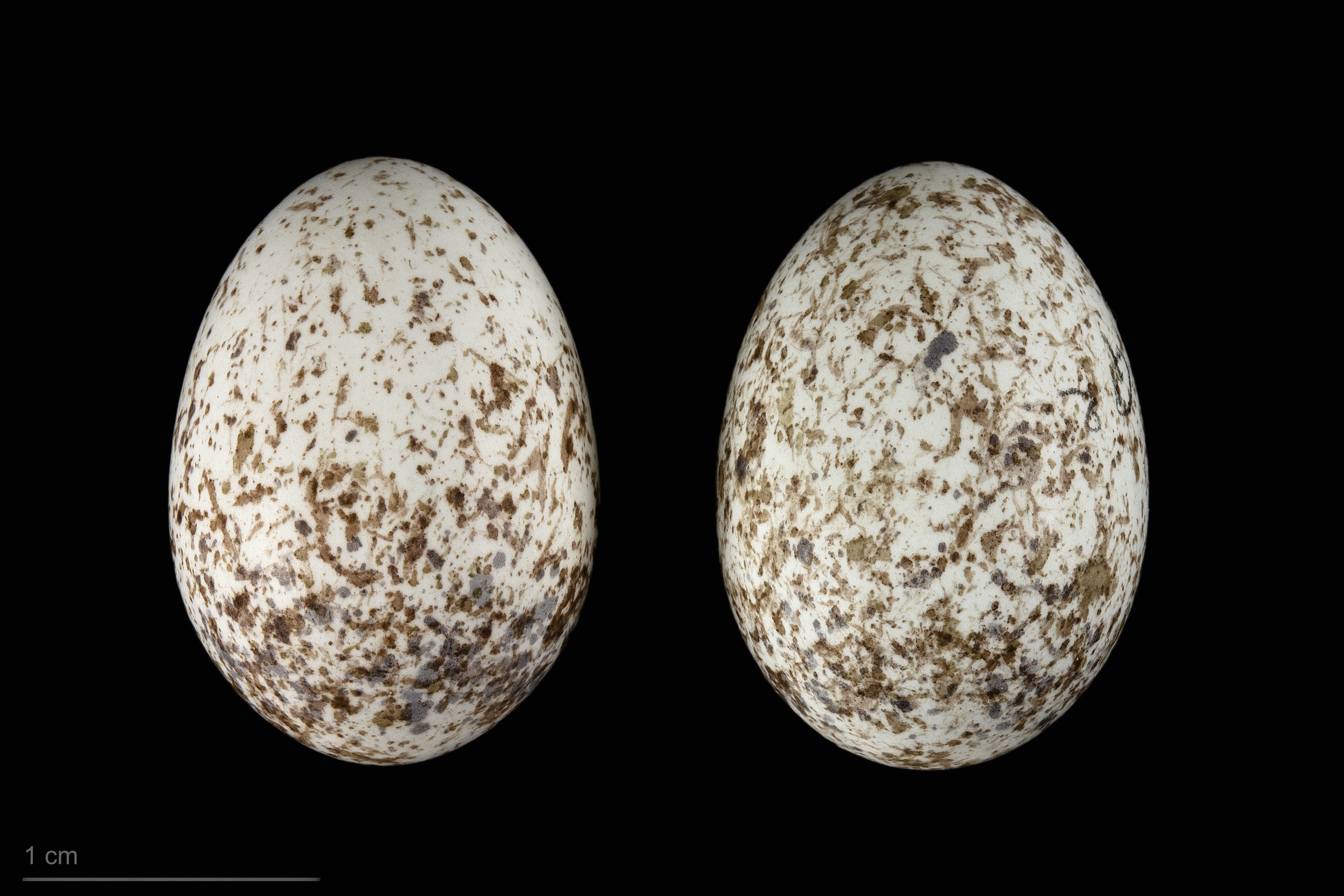
Oeufs de Emberiza striolata - Muséum de Toulouse

Elle s'étale du mois de mars à juin au Proche-Orient, de mars à avril dans la péninsule Arabique. Le nid est installé à l'intérieur ou sur le toit des habitations, mais selon les secteurs, le bruant striolé évite au contraire la présence humaine. Le nid de petite taille, composé de brindilles, de racines, de tiges herbeuses et de paille, est garni de crins, de laine, de duvet végétal et autres matériaux. La ponte comprend 2 à 4 œufs lisses et légèrement brillants, blancs avec quelques nuances de bleu ou de vert, et des taches ou des pointillés violets à brun sombre. L'incubation de 13 ou 14 jours est assurée par la femelle seule.

### Alimentation
Le bruant striolé est essentiellement végétarien (graines, herbes) mais avale également des invertébrés pendant la saison de reproduction.

## Systématique
L'espèce Emberiza striolata a été décrite par le naturaliste allemand Martin Lichtenstein en 1822,sous le nom initial de Fringilla striolata.

### Synonymie
- Fringilla striolata Lichtenstein, 1822 Protonyme

### Taxinomie
Liste des sous-espèces
Cet oiseau est représenté par 4 sous-espèces :
- Emberiza striolata jebelmarrae (Lynes, 1920) ;
- Emberiza striolata sanghae Traylor, 1960) ;
- Emberiza striolata saturatior (Sharpe, 1901) ;
- Emberiza striolata striolata (Lichtenstein, 1823).

Voir aussi
- Bruant du Sahara Emberiza sahari (syn. Emberiza striolata sahari)